# Government Hooker
"Government Hooker" é uma canção gravada pela cantora e compositora norte-americana Lady Gaga para o seu segundo álbum de estúdio, Born This Way (2011), no qual aparece como a terceira faixa do alinhamento. Composta pela artista com os colaboradores Fernando Garibay e DJ White Shadow, tendo sido também produzida pelos três com o auxílio do DJ Snake, a obra era originalmente apenas um projecto inacabado do DJ White Shadow, que decidiu "dar vida" a ela após o presidente da editora discográfica de Gaga ter-lhe pedido faixas de andamento mais acelerado para o álbum, tendo sido prontamente gravada pela artista em Las Vegas, Nevada, enquanto ela ainda se apresentava na The Monster Ball Tour (2010-11). Musicalmente, é um tema que incorpora o género musical synthpop e contém elementos notórios de música trance, techno, post-disco e música industrial.
"Government Hooker" foi revelada para o público e imprensa pela primeira vez em um desfile de moda do designer Thierry Mugler em meados de Março de 2011, no qual Gaga fez a sua estreia como modelo de passarelle. A resposta da crítica especialista em música contemporânea foi imediata. A maior parte dos resenhistas vangloriou o trabalho pelo seu apelo dançante e batidas electrónicas, as quais, de acordo com alguns deles, parecem ter vindo de uma máquina produzida pela marca Casio. A sua produção acelerada recebeu comparações favoráveis à canção "Gimme More" (2007) da cantora norte-americana Britney Spears, para quem Gaga já escreveu letras.
Após o lançamento de Born This Way no mundo, "Government Hooker" estreou dentro das quinze melhores posições da tabela internacional de vendas digitais de canções da Coreia do Sul devido a um enorme registo de unidades comercializadas em lojas digitais naquele território. De modo a promover a música, a intérprete cantou-a na celebração "Década de Diferença" da Clinton Foundation em Outubro de 2011 e incluiu-a no repertório da The Born This Way Ball (2012-13) como a segunda faixa do alinhamento.

## Antecedentes e lançamento
"Nós estávamos no estúdio em Vegas, e eu estava a tocar umas batidas de hip-hop [para Vincent Herbert, presidente da editora discográfica de Gaga], e deparei-me com isto [uma batida antiga que ele havia produzido], e nós estávamos a falar sobre canções mais agitadas, então eu acelerei o andamento e toquei para Vince. Ele ficou tipo: 'Wau!'. Ela [Gaga] entrou, e eu toquei para ela e para Fernando [Garibay]. Ela fê-lo em dois segundos. Ela cantou sobre a melodia, acelerou o andamento e meteu o refrão. Ela terminou-a muito rápido".

— DJ White Shadow, compositor e produtor de "Government Hooker", a explicar o processo de concepção do tema.
"Government Hooker" é fruto de um trabalho colaborativo entre Gaga, Fernando Garibay e DJ White Shadow. As sessões de gravação decorreram no Studio at the Palms na cidade de Las Vegas, Nevada, em 2010, enquanto a artista ainda realizava os concertos da The Monster Ball Tour. "Government Hooker" começou como uma gravação antiga de DJ White Shadow e de DJ Snake. Shadow acelerou o andamento da versão instrumental após uma conversa com Vincent Herbert, o presidente da editora discográfica de Gaga, sobre "canções mais agitadas". Particularmente, Herbert ficou agradado com o protótipo para "Government Hooker", tendo ficado ainda mais entusiasmado após escutar as novas versões instrumentais das obras que ouvira durante a primeira sessão de audição para o álbum com o DJ White Shadow. Gaga compôs as letras para esta canção no estúdio em pouco tempo, logo após ouvir a instrumental. Durante as sessões de composição, o segurança Peter Van Der Veen foi convidado para cantar, como os produtores preferiram não usar vocais computorizados. Shadow observou o sotaque holandês carregado e característico enquanto Veen ia lendo as letras.
"O rapaz que está a falar, é o segurança dela [Gaga]. Nós estávamos sentados a pensar sobre como fazer uma voz computorizada, então estávamos tipo: 'Vamos lá chamar o Pete para aqui.' Ele tem um sotaque holandês muito profundo... Aquilo foi de loucos, e ele fala assim mesmo. É assim que é trabalhar com Gaga. É como uma porra de uma supernova. Quando ela entra em uma sala, coisas explodem."
— Comentários do DJ White Shadow sobre a inclusão do segurança de Gaga na faixa.
Em entrevista à BBC, a cantora confirmou que o primeiro single seria lançado em Fevereiro de 2011 e que o álbum seria lançado "em breve". A 1 de Março de 2011, a MTV anunciou que a artista iria estrear uma nova canção do álbum no desfile de moda do designer Thierry Mugler, para o qual Gaga fora nomeada directora musical. Neste desfile, que decorreu no dia seguinte, foi revelada a obra "Government Hooker" e ainda realizada uma ante-estreia de uma versão remixada de "Scheiße", outra canção do álbum. Aquando disto, DJ White Shadow, que confirmara ser o produtor de "Government Hooker", declarou que a música era "uma besta" e afirmou que Born This Way "não é um álbum pop, é uma obra de arte de música pop". Em uma entrevista à KISS FM, ela confirmou que o álbum não teria colaborações com outros cantores.
Gaga anunciou a 26 de Novembro de 2010 durante a paragem da The Monster Ball Tour em Gdansk, Polónia, que o seu próximo disco poderia ter até vinte faixas, e prometeu que seria o álbum da década. Acrescentou também que ele estava completamente terminado e cheio de "batidas dançantes". Foi confirmado em uma entrevista à Vogue que das dezassete faixas que haviam sido gravadas para o álbum, apenas quatorze delas iriam aparecer na edição final da versão padrão. As três restantes iriam ser lançadas em uma edição deluxe exclusiva na loja digital Target. "Hair" foi divulgada como um single promocional a 16 de Maio de 2011. "Marry the Night" foi lançada no jogo virtual FarmVille a 17 de Maio, seguida por "Electric Chapel" no dia seguinte, e "Fashion of His Love" no dia após este. O remix do DJ White Shadow de "Fashion of His Love" tornou-se disponível no Farmville, bem como as canções "Government Hooker", "Americano", "Scheiße", "Bad Kids", "Yoü and I" e "Born This Way (Jost & Naaf Remix)", e foram transmitidas online entre 20 e 23 de Maio de 2011. Born This Way foi finalmente lançado nos principais mercados musicais a partir de 23 de Maio, com "Government Hooker" aparecendo como a terceira da versão padrão, sucedendo "Born This Way" e antecedendo "Judas".

## Estrutura musical e conteúdo
"Government Hooker" é uma canção composta por Stefani Germanotta, Fernando Garibay e Paul Blair, sendo que a produção e arranjos também ficaram a cargo dos mesmos, que recorreram ao auxílio de DJ Snake. Musicalmente, é uma obra de ritmo acelerado que incorpora o género musical synthpop e contém elementos notórios de música trance, techno, post-disco e música industrial na sua produção, além de também incluir características comuns à ópera e apresentar influências de hip hop na sua batida. Escrevendo para o jornal Los Angeles Times, o colunista Randall Roberts achou que esta é uma homenagem ao grupo de música electrónica Kraftwerk e prestou atenção aos "tons estranhos produzidos por Casio que dobram o circuito". Para Evan Sawdey, do blogue PopMatters, a canção contém elementos amalgamados de "Gimme More" (2007) de Britney Spears, cantora para quem Gaga escreveu as letras de "Quicksand" (2008), e da canção "Blue Monday" (1983) da banda New Order. De acordo com a partitura publicada pela Sony/ATV Music Publishing na página online Musicnotes.com, "Government Hooker" é definida no compasso de tempo comum com um andamento que se desenvolve no metrónomo de 120 batidas por minuto. Foi composta na tonalidade de Fá sustenido menor, com a voz da intérprete abrangendo os nós da tonalidade Fá♯3 até Dó♯5. O tema segue a sequência harmónica básica de Ré–Fá♯m–Ré–Fá♯m durante as estrofes, Si–Ré–Lá–Mi durante a ponte, e Sim–Fá♯m–Sim–Fá♯m durante o refrão como a sua progressão de acordes. O seu tema explora tópicos como empoderamento sexual feminino. Gaga explicou, através de uma publicação no Facebook, que "Government Hooker" foi inspirada por Marilyn Monroe e amantes de políticos norte-americanos:
"A piada é que uma máquina na canção diz-me o que fazer, e eu faço com um sorriso no rosto, desde que eu seja fudida. Isso relaciona-se à maneira pela qual o nosso governo nos fode, mas faz piada da estrela pop plástica — eu farei qualquer coisa desde que você me foda e me pague."
A música inicia com Gaga a cantar em um estilo ópera-esco acompanhado por sintetizadores industriais e transcende para um modo de canto gregoriano electro-pop. Então, a canção vai seguindo para o refrão: "I can be good / I can be sex / I can be anything / I can be everything / I can be mom." Um vocalista masculino vai acompanhando a cantora à medida que ela vai cantando cada verso: "Unless you want to be man / Unless you want to hold hands / Unless you want to be dad". Após isto, ela entra no refrão, cantando "I'm gonna drink my tears and cry / 'cos I know you love me baby" durante a ponte da música, inspirada por música techno, na qual a intérprete faz uma alusão explícita ao suposto caso amoroso entre a cantora e actriz Marilyn Monroe, conhecida mundialmente como um ícone sexual dos anos 50, com o então presidente norte-americano John F. Kennedy, com as letras "Put your hands on me / John F. Kennedy / I'll make you squeal baby", cantando em uma maneira "insensível e monótona". Durante o coda, são ouvidos bips que servem para censurar a palavra "fuck".

## Crítica profissional
| Críticas profissionais | Críticas profissionais |
| Avaliações da crítica  | Avaliações da crítica  |
| Fonte                  | Avaliação              |
| ---------------------- | ---------------------- |
| BBC Music              | (positiva)             |
| Billboard              | (positiva)             |
| Entertainment Weekly   | (positiva)             |
| Los Angeles Times      | (positiva)             |
| MTV                    | (positiva)             |
| NME                    | (positiva)             |
| Rolling Stone          | (positiva)             |
| Slant Magazine         | (positiva)             |
| Spin                   | (positiva)             |
| The Washington Post    | (positiva)             |

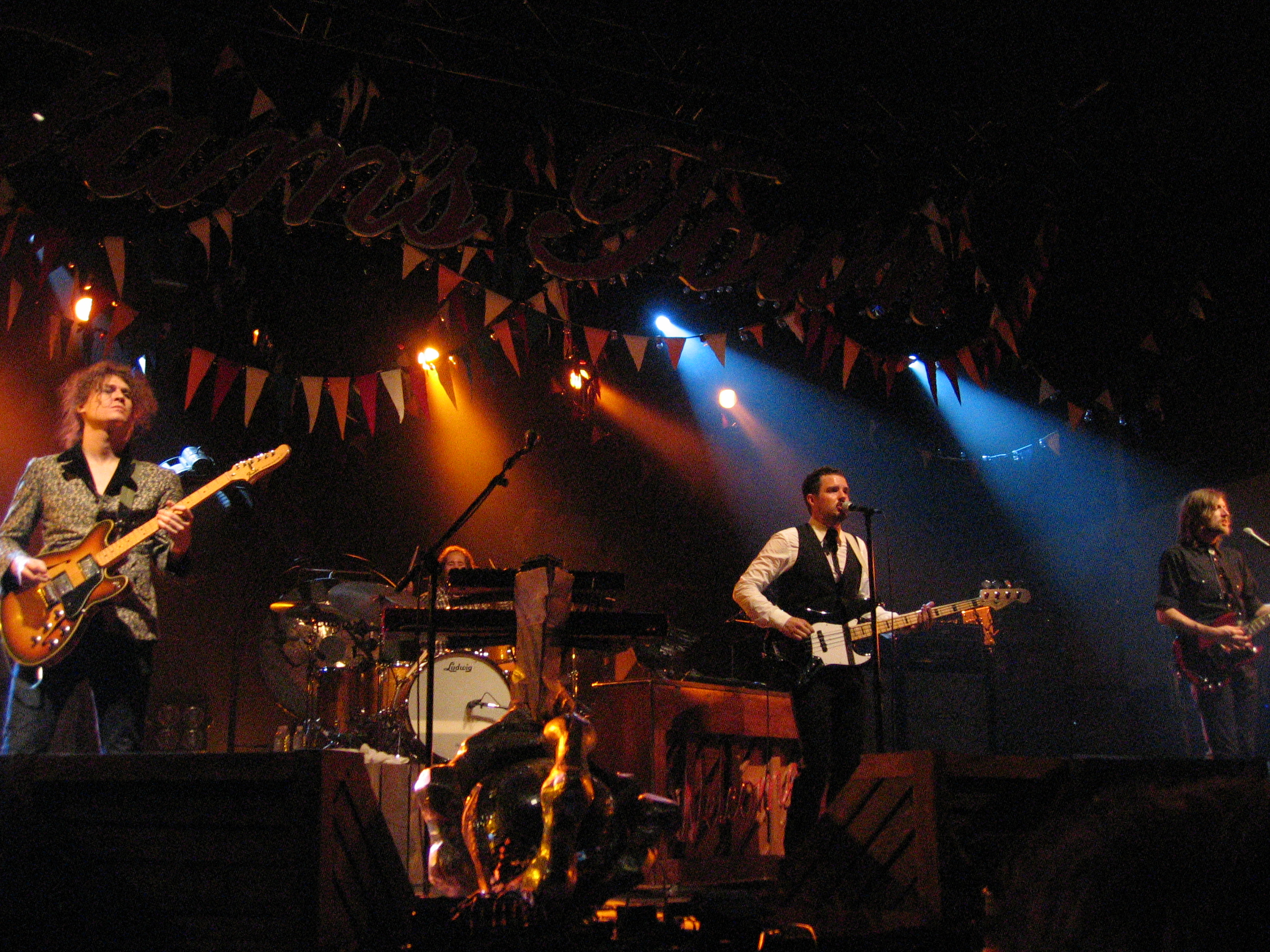
Um crítico achou que as letras sexuais de "Government Hooker", inclusive o refrão "inversor-de-género-sexual", foram as melhores que já ouviu desde "Somebody Told Me" (2004), da banda The Killers (imagem).

Em geral, "Government Hooker" foi recebida com aclamação pelos críticos especialistas em música contemporânea. Roberts afirmou que a dinâmica da canção foi uma excepção peculiar à natureza trangressora de Born This Way. Chris Richards, para o The Washington Post, ressaltou que o tema é um destaque de Born This Way, comentando que "'The Edge of Glory' faz uma canção como 'Government Hooker' parecer mais audaz do que realmente é". Caryn Ganz, para a revista Spin, declarou que a personalidade excêntrica e estranha de Lady Gaga — a assim chamada "tresloucada" — esteve presente na batida "disco desgraçada e encardida" de "Government Hooker". Christian Blauvelt, para a revista electrónica Entertainment Weekly, descreveu o refrão da obra como sendo "infeccioso e característico de raves com um gancho assassino [que é] bastante irrestível." Sal Cinquemani, para a Slant Magazine, descreveu a canção como "extremamente fabulosa", enquanto Jocelyn Vena, para a MTV, chamou-a de "uma faixa massiva de discoteca". Escrevendo para a revista musical Rolling Stone, a jornalista Jody Rosen achou que a produção da "canção indispensavelmente excêntrica" é cativante, incluindo a sua "assembleia de zumbidos que mudam de forma, bips e batidas ruidosas". Dan Martin, para a revista NME, escreveu que "Government Hooker" é prejudicial à natureza exagerada do álbum, a achou que quando a faixa inicia, Born This Way efectivamente transcende para batidas de música techno "claustrofóbicas". "Isto é uma forma livre e industrial e [também] um pouco furiosa", observou Martin. Kerri Mason, escrevendo para a revista musical Billboard, notou que o tema tem "vocalização de ópera, bips pequeníssimos de techno, uma referência ao JFK, e definições conflituantes de eu como um produto sedutor". Segundo Ian Wade, do BBC Music, a abertura ópera-esca misteriosa da obra abre caminho para um "pulsar de um tom produzido pela Casio". Sawdey vangloriou as letras sexuais da canção e insistiu que o refrão "inversor-de-género-sexual" foi o melhor desde "Somebody Told Me" (2004) dos The Killers.
Na sua resenha para Born This Way, Arwa Haider, para o jornal britânico Metro, além de ter chamado o disco de "implacável", apontou as faixas "Americano", "Government Hooker" e "Heavy Metal Lover". Embora tenha criticado o álbum devido à tentativa esforçada de Gaga de emular a cantora Madonna, o crítico Peter Buchanan, escrevendo para o portal Examiner.com, apontou "Government Hooker", "Marry the Night" e "Americano" como os melhores trabalhos do mesmo. O mesmo sentimento foi expressado por Nathan Jolly, do jornal The Music Networks, que embora tenha gostado do álbum, principalmente dos pianos de "Marry the Night" e da influência de Kate Bush em "Government Hooker", criticou Gaga por tentar imitar Madonna e David Bowie.

## Divulgação

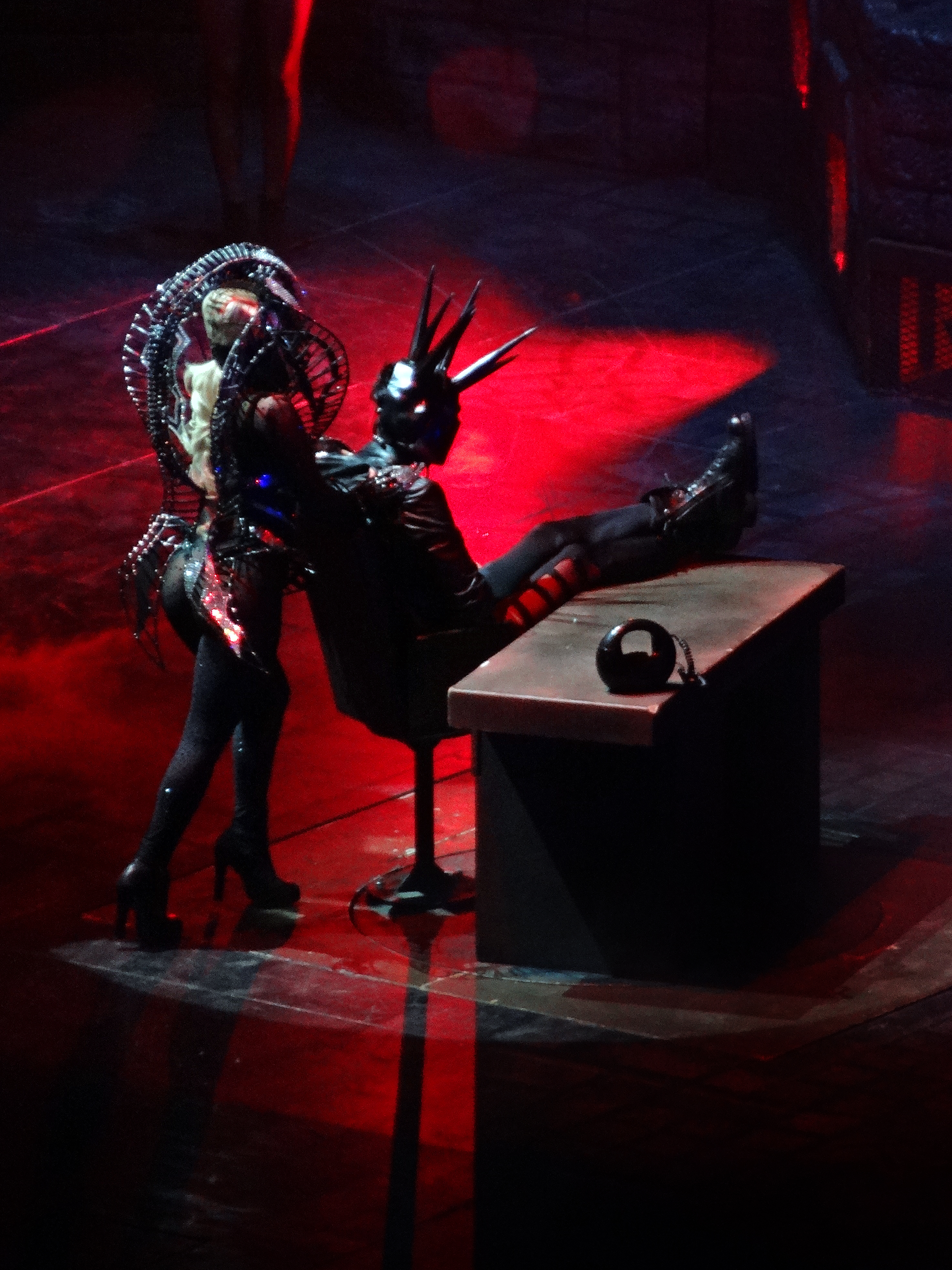
Gaga a interpretar "Government Hooker" em uma das paragens da The Born This Way Ball, Setembro de 2012.

Gaga interpretou "Government Hooker" na celebração "Década de Diferença" da Clinton Foundation, decorrida no Hollywood Bowl em Los Angeles, Califórnia em Outubro de 2011. A canção foi usada em um vídeo promocional para a cerimónia dos MTV Video Music Awards de 2011 a 18 de Agosto de 2011. Além disso, foi inclusa no repertório de canções da The Born This Way Ball (2012-13), sendo interpretada após "Highway Unicorn (Road to Love)", que abria os concertos. Após um breve interlúdio, Gaga aparecia por detrás de uma das portas no castelo e descia as escadas do mesmo. Isto era acompanhado por uma encenação sexual com um dos seus dançarinos. Durante o breakdown, Gaga sacava uma arma da sua roupa e dava um tiro no dançarino, tendo de seguida cantado o refrão mais uma vez e gritava para o público: "Sejam bem-vindos à Born This Way Ball", e dava um tiro para abrir os portões do seu castelo.

## Alinhamento de faixas
"Government Hooker" aparece como a terceira canção da versão padrão Born This Way, bem como do primeiro disco da versão especial do mesmo.
- Born This Way[18]

1. "Government Hooker" — 3:51

- Born This Way: Versão especial (disco 1)[43]

1. "Government Hooker" — 3:51

## Créditos e pessoal
Os créditos seguintes foram adaptados do encarte do álbum Born This Way:
Gravação
- Gravada no Studio at the Palms em Las Vegas, Nevada, EUA;
- Misturada no The Mix Room em Burbank, Califórnia, EUA;
- Masterizada no Oasis Mastering em Burbank, Califórnia, EUA.

Pessoal
- Stefani Germanotta — vocais principais, composição, produção e arranjos, vocais de apoio
- Fernando Garibay — composição, co-produção e arranjos, programação, teclado, gravação
- Paul Blair — composição, produção e arranjos, programação, teclado, guitarra
- DJ Snake — co-produção e arranjos, baixo, bateria, teclado
- Kareem "Jesus" Devlin — guitarra
- Peter Van Der Veen — vocais de apoio
- Josh Thomas — vocais de apoio, co-produção e arranjos
- Brian Lee — vocais de apoio
- Bill Malina — gravação adicional
- Dave Russell — mistura
- Gene Grimaldi — masterização
  - Paul Pavao — assistência

## Desempenho nas tabelas musicais
Na semana de lançamento de Born This Way, "Government Hooker" fez uma estreia em tabelas musicais de dois países. Na Coreia do Sul, estreou no número quinze da tabela internacional de vendas digitais de canções, registando um acumulado de 13,976 unidades comercializadas em lojas digitais naquele território. Nos Estados Unidos, estreou no número dezasseis na tabela Hot Dance/Electronic Digital Songs.
| País — Tabela musical (2011)                                    | Posição de pico |
| --------------------------------------------------------------- | --------------- |
| Coreia do Sul — International Digital Singles Chart (Gaon)      | 15              |
| Estados Unidos — Hot Dance/Electronic Digital Songs (Billboard) | 16              |